# Centre commercial Origo
Le centre commercial Origo (en letton : Tirdzniecības centrs Origo) est un centre commercial situé dans le district central de Rīga en Lettonie.

## Présentation
Inauguré le 8 mai 2003, le centre commercial Origo est situé au 4, place de la gare .
La superficie du centre est de 35 000 m2 pour une superficie commerciale de 19 200 m2 et c'est le cinquième plus grand centre commercial de Lettonie. Il abrite 220 magasins.
Origo est situé à côté de la Gare centrale de Riga.
Le complexe Origo comprend également la tour de l'horloge de la gare, sur laquelle se trouve la plus haute horloge extérieure de Riga, et le bâtiment de bureaux voisin Origo One situé dans la rue Satekles iela.

## Transports
Le centre offre 124 places de stationnement.
Le centre commercial desservi par :
- Bus : 2, 3, 4, 6, 7, 8, 9, 10, 11, 12, 16, 18, 22, 23, 24, 25, 26, 30, 32, 38, 39, 43, 47, 50, 51, 52, 54, 55, 57, 63
- Trolleybus: 3, 4, 9, 11, 15, 17, 18, 19, 20, 23, 27, 31, 34, 35

## Origo One
À côté du centre commercial, à l'endroit où se trouvait autrefois le bâtiment de la Poste, un complexe multifonctionnel Origo One avec des bureaux et des locaux commerciaux a été construit dans la rue Satekles 2b.
Après la construction du complexe, la superficie du centre a atteint 80 000 m2.
Le nouveau bâtiment a été inauguré début 2020.

## Galerie

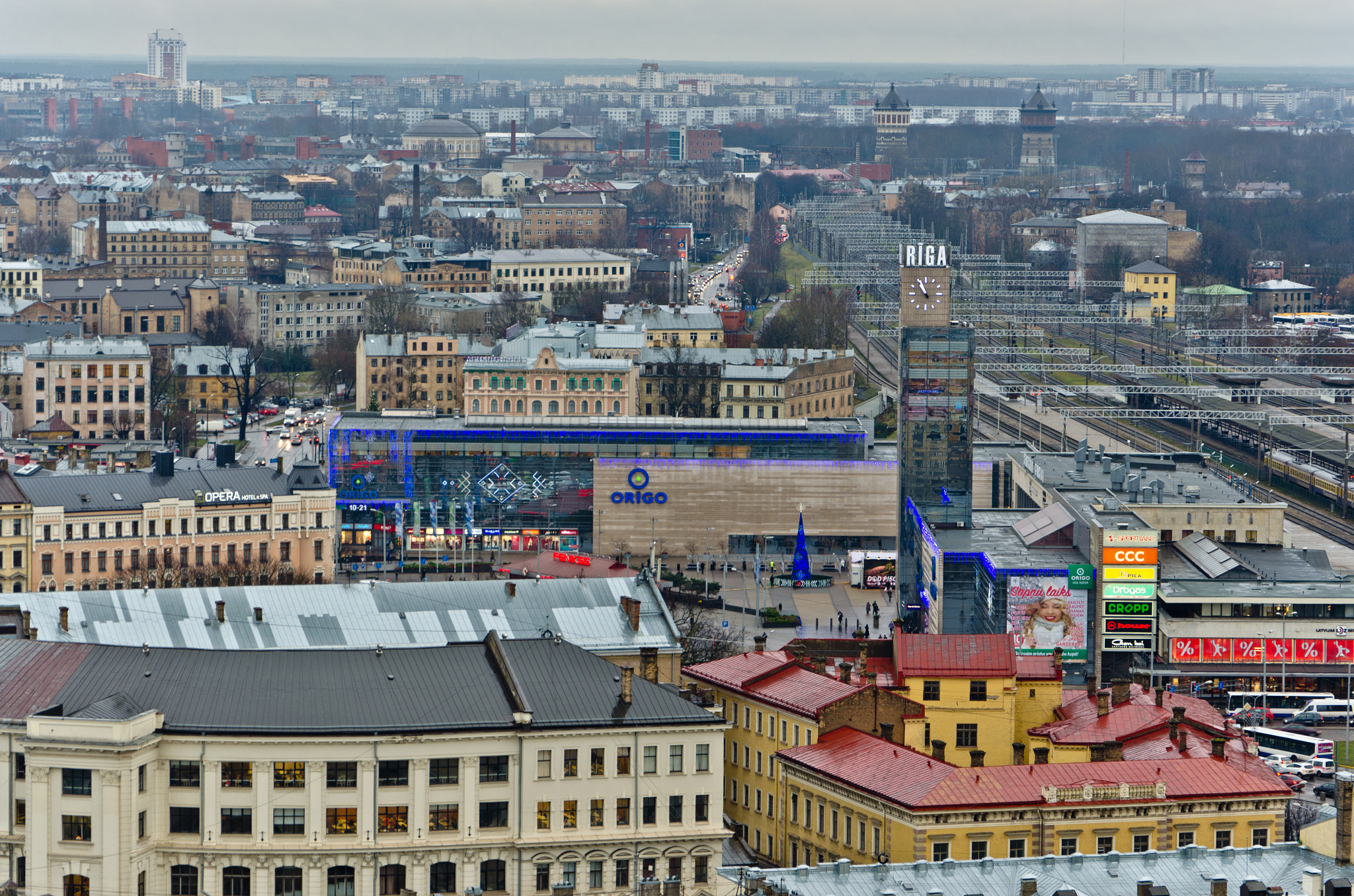
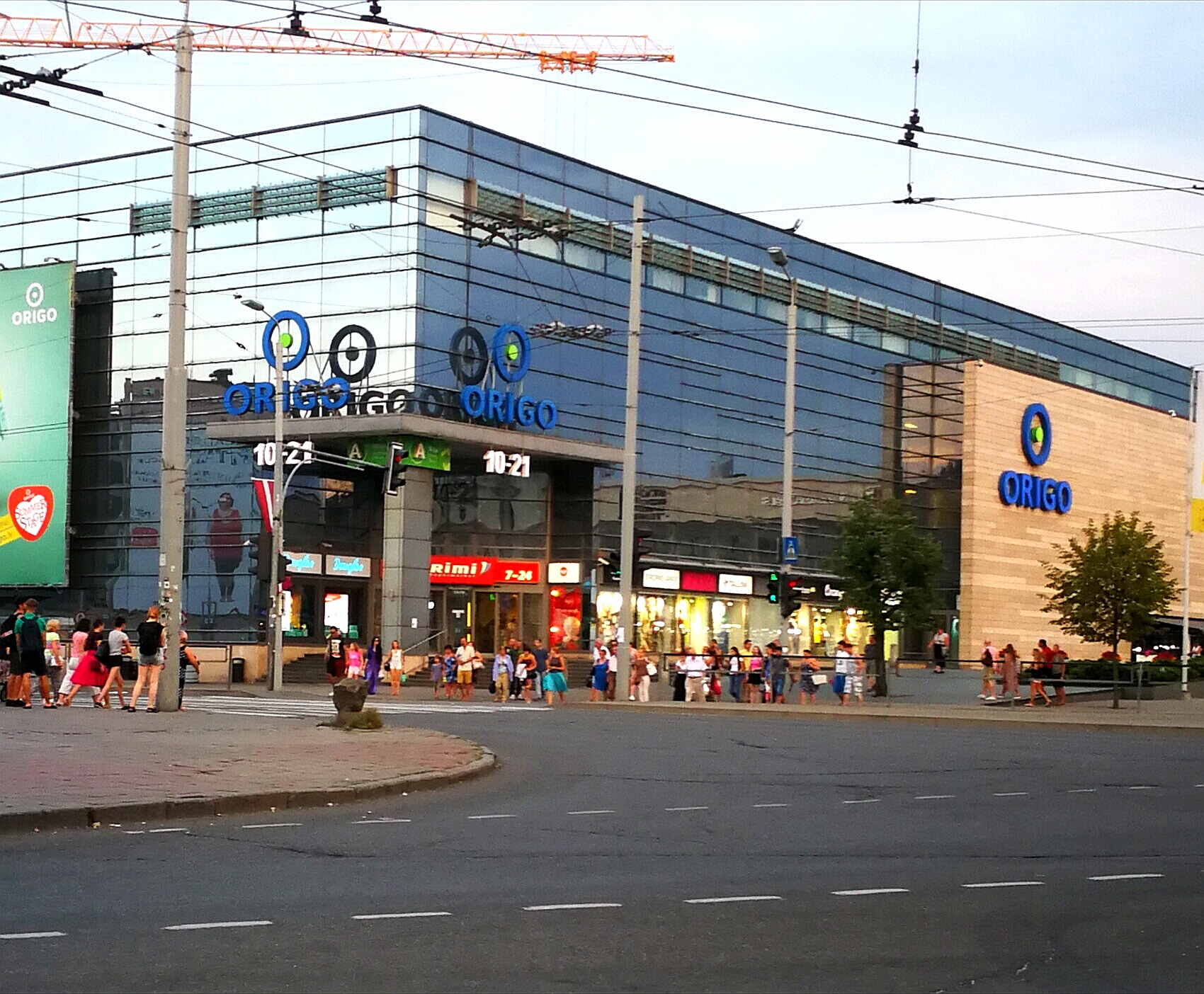
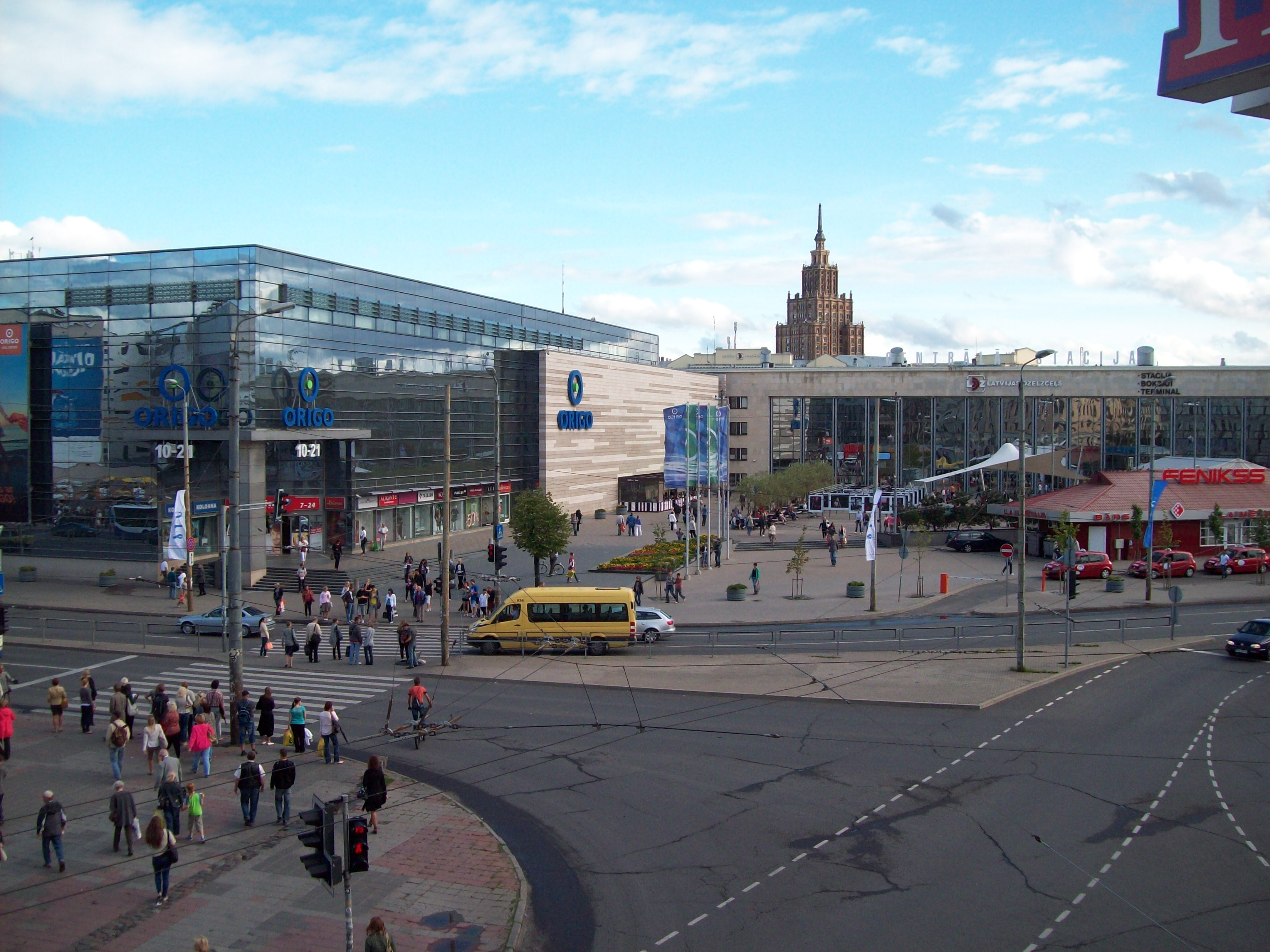